# 百済王教法
百済王 教法（くだらのこにきし きょうほう、生年不詳 - 承和7年11月29日（840年12月26日））は、平安時代前期の女官。桓武天皇の女御。
百済王氏からは教法のほかに教仁・貞香が桓武天皇の後宮に入ったが、女御になったのは教法だけである。なお、紀乙魚とともに桓武天皇の女御になった教法だが、この任命が女御の始まりとされる。延暦24年(805年)に相模国大住郡の田二町、弘仁2年(811年)に山城国乙訓郡の白田一町を嵯峨天皇から賜っている。承和7年(840年)11月29日卒去。享年不明。位階は従四位下であった。天皇との子については記録はない。